# Виктория-Саратов
«Виктория-Саратов» — российский женский баскетбольный клуб, основанный в 1994 году. Играет в турнирах Ассоциации студенческого баскетбола.

## История
В 1994 году в Саратове на базе студенческого баскетбола была создана профессиональная женская команда «Виктория». Клуб начал своё выступление с первой лиги чемпионата России. Уже с 1997 года «Виктория», после второго места в первой российской лиге, выступает в высшей лиге. В сезоне 2000/2001 расширился состав участников элитного дивизиона, куда и попала саратовская команда. По итогам дебютного выступления клуб занял 14 место, из 18 команд. На следующий год выступила хуже — 17 место и как следствие вылет из «Суперлиги».
С 2002 по 2006 года саратовские баскетболистки выступают в Суперлиге «Б», где постоянно находились в верхней части турнирной таблицы. По окончании сезона 2005/06 команда заняла 9-е место из 15 и могла остаться в подэлитном дивизионе, но руководство клуба решило перейти в низшую лигу — «высшая лига», где и выступала до 2016 года.
Финансирование клуба в основном ложится на областной и муниципальный бюджет, как правило основу команды составляют юные воспитанницы местной спортивной школы, тренирующиеся на базах саратовских ВУЗов.
В 2012 году произошёл скандал, в связи с тем, что основные баскетболистки и главный тренер Светлана Васильева написали заявления об уходе их команды, из-за многомесячных задержек с зарплатой. После этого «Виктория» была реорганизована в клуб «Виктория-Саратов» . Но денежные проблемы не ушли из команды, в течение всего сезона 2013/14 саратовский клуб по частям оплачивал взнос в РФБ, для участия в первенстве России .
В сентябре 2016 года по финансовым и игровым причинам, клуб пошёл на резкое омоложение состава, команда отказалась от домашнего матча 1/16 финала кубка России с питерской Ладогой и отозвала заявку на участие в Суперлиге 2. Сезон 2016/17 саратовские баскетболистки провели в турнире Ассоциации студенческого баскетбола.

### Чемпионат и Кубок России
| Сезон   | Лига        | Место | Кубок*                        | Примечания               |
| ------- | ----------- | ----- | ----------------------------- | ------------------------ |
| 1995/96 | Первая лига | 6     |                               |                          |
| 1996/97 | Первая лига | 2     |                               | Вышел в Высшую лигу      |
| 1997/98 | Высшая лига | 12    |                               |                          |
| 1998/99 | Высшая лига | 6     |                               |                          |
| 1999/00 | Высшая лига | 7     |                               | Вышел в Суперлигу        |
| 2000/01 | Суперлига   | 14    |                               |                          |
| 2001/02 | Суперлига   | 17    |                               | Вылетел из Суперлиги     |
| 2002/03 | Суперлига Б | 2     |                               |                          |
| 2003/04 | Суперлига Б | 2     | 1/16 финала                   |                          |
| 2004/05 | Суперлига Б | 4     | 1/8 финала                    |                          |
| 2005/06 | Суперлига Б | 9     | групповой турнир              | Вылетел из Суперлиги «Б» |
| 2006/07 | Высшая лига | 2     | групповой турнир (3 мес.)     |                          |
| 2007/08 | Высшая лига | 4     | групповой турнир (4 мес.)     |                          |
| 2008/09 | Высшая лига | 2     | групповой турнир (3 мес.)     |                          |
| 2009/10 | Высшая лига | 7     | групповой турнир (4 мес.)     |                          |
| 2010/11 | Высшая лига | 6     | групповой турнир (6 мес.)     |                          |
| 2012/13 | Высшая лига | 5     | групповой турнир (2 мес.)     |                          |
| 2013/14 | Высшая лига | 3     | групповой турнир (2 мес.)     |                          |
| 2014/15 | Высшая лига | 4     | 2-й групповой турнир (3 мес.) |                          |
| 2015/16 | Суперлига 2 | 13    | 1-й групповой турнир (4 мес.) |                          |

* — пунктиром выделена статистика выступлений в Кубке В.Кузина (отборочный турнир к Кубку России)